# Willa Ford
Amanda Lee Williford (? –), művésznevén Willa Ford amerikai korábbi énekesnő, dalszerző, színésznő, televíziós személyiség, táncos és modell, aki jelenleg belsőépítészként dolgozik.
1999-ben, 18 évesen "Mandah" művésznéven kezdett énekelni, előbb az MCA kiadó szerződtette, majd az Atlantic Records. Ekkor változtatta meg művésznevét Willa Fordra. 2001-ben adta ki debütáló (és egyetlen) albumát Willa Was Here címmel.
Színészként a 2007-es The Anna Nicole Smith Story című filmben alakította Anna Nicole Smith modellt, míg 2009-ben a Péntek 13. című horrorfilmben kapott kisebb szerepet. Látható volt a Playboy lapjain, több televíziós sorozatban, valamint szerepelt az ABC Dancing with the Stars című műsorában is. 2016-ban fia született.

## Diszkográfia

### Stúdióalbumok
- Willa Was Here (2001)